# Kołowrót (przełęcz)
Kołowrót (778 m n.p.m., 770 m) – wyraźna przełęcz w północno-wschodnim ramieniu Szyndzielni, w Paśmie Klimczoka i Szyndzielni w północno-wschodniej części Beskidu Śląskiego. Przełęcz ta oddziela właściwy masyw Szyndzielni od grzbietu górskiego, który przez szczyty Kołowrót i Kozią Górę ciągnie się ku Mikuszowicom i Bystrej Śląskiej.
Rejon przełęczy i obydwa jej stoki porasta las. Stok południowo-wschodni opada do potoku Bysterka, północno-zachodni do potoku Olszówka. Przez przełęcz biegnie granica między miastem Bielsko-Biała i wsią Bystra w województwie śląskim, powiecie bielskim.

## Szlaki turystyczne
Przez przełęcz biegną znakowane szlaki turystyczne na Klimczoka; (zielony z Wilkowic i żółty z Olszówki Dolnej). Dawniej przez przełęcz prowadził także niebiesko znakowany szlak narciarski z Hali Kamienickiej do Olszówki Górnej. Z Szyndzielni przez przełęcz Kołowrót można było zjechać do przystanku autobusowego w Olszówce Górnej.